# 1891 dans les chemins de fer
Chronologie des chemins de fer
1890 dans les chemins de fer - 1891 - 1892 dans les chemins de fer

## Évènements
- France : ouverture de la gare de Bures-sur-Yvette sur la ligne de Sceaux.
- 13 964 km de chemin de fer en Italie.

### Janvier
- 19 janvier.  France :   ouverture de Bayonne à Cambo-les-Bains  première section de la ligne de Bayonne à Saint-Jean-Pied-de-Port par la Compagnie des chemins de fer du Midi et du Canal latéral à la Garonne[1].

### Mars
- 17 mars, Russie : décret de construction du Transsibérien[2].

### Mai
- 21 mai, Espagne : création à Londres de The Olot and Gerona Railway company limited, financée par la banque Abaora de Paris.

### Juin
- 1er juin, France : ouverture de la section Aunay-Saint-Georges–Vire de la ligne Caen - Vire.
- 14 juin, Suisse : un viaduc ferroviaire s'effondre à Münchenstein. Bilan : 73 morts et une centaine de blessés.

### Juillet
- 23 juillet, France : le président du Syndicat général professionnel des Mécaniciens et Chauffeurs, Conducteurs de machines à vapeur de France et d'Algérie annonce 130 adhérents pour la section de la gare d'Ambérieu[3]

### Août
- 14 août, France : ouverture du premier tronçon de 13 kilomètres entre Mezel et Digne-les-Bains sur la ligne Nice / Digne-les-Bains des Chemins de fer de Provence.

### Septembre
- 28 septembre, France : ouverture de la ligne Carhaix - Morlaix sur le Réseau breton.

## Anniversaires

### Naissances
- x

### Décès
- x